# Carlo Biagi
Carlo Biagi, född 20 april 1914 i Viareggio, död 16 april 1986 i Milano, var en italiensk fotbollsspelare.
Biagi blev olympisk guldmedaljör i fotboll vid sommarspelen 1936 i Berlin.